# Municipio de Dovray
El municipio de Dovray (en inglés: Dovray Township) es un municipio ubicado en el condado de Murray en el estado estadounidense de Minnesota. En el año 2010 tenía una población de 152 habitantes y una densidad poblacional de 1,64 personas por km².

## Geografía
El municipio de Dovray se encuentra ubicado en las coordenadas 44°3′24″N 95°30′53″O / 44.05667, -95.51472. Según la Oficina del Censo de los Estados Unidos, el municipio tiene una superficie total de 92.48 km², de la cual 91,51 km² corresponden a tierra firme y (1,04 %) 0,97 km² es agua.

## Demografía
Según el censo de 2010, había 152 personas residiendo en el municipio de Dovray. La densidad de población era de 1,64 hab./km². De los 152 habitantes, el municipio de Dovray estaba compuesto por el 93,42 % blancos, el 3,29 % eran de otras razas y el 3,29 % eran de una mezcla de razas. Del total de la población el 6,58 % eran hispanos o latinos de cualquier raza.